# Felix Gniot
Felix Gniot (* 14. Dezember 1984 in Berlin) ist ein deutscher Cyclocross- und Straßenradrennfahrer.
Felix Gniot wurde 1999 deutscher Jugendmeister im Cyclocross. 2001 belegte er auf der Straße den zweiten Platz im Einzelzeitfahren der Juniorenklasse. Im nächsten Jahr wurde er nationaler Juniorenmeister im Cyclocross. In der U23-Klasse wurde er 2006 Vizemeister. 2007 fuhr Gniot für das deutsche Continental Team Heinz von Heiden-Focus. In diesem Jahr konnte er das Rennen Rund um den Schäferberg für sich entscheiden. 2008 gewann er ein Teilstück des tschechischen Etappenrennens Vysočina.

## Erfolge
2002
- Deutscher Cross-Meister (Junioren)

## Teams
- 2007 Heinz von Heiden-Focus